# James Patrick Green
James Patrick Green (Filadélfia, 30 de maio de 1950) é um diplomata e prelado estadunidense da Igreja Católica pertencente ao serviço diplomático da Santa Sé.

## Biografia
Recebeu a ordenação presbiteral, na Basílica-Catedral de São Pedro e Paulo, do cardeal John Joseph Krol, arcebispo de Filadélfia, em 15 de maio de 1976, sendo incardinado nesta arquidiocese. É bacharel em direito canônico.
Ingressou no serviço diplomático da Santa Sé em 1 de março de 1987 e trabalhou nas Representações Pontifícias na Papua-Nova Guiné, Coréia do Sul, Países Baixos, Espanha e países escandinavos. Foi encarregado de negócios na China e trabalhou na Seção de Assuntos Gerais da Secretaria de Estado.
Ele é fluente, além do inglês nativo, em italiano, espanhol, neerlandês e francês.
Em 17 de agosto de 2006, o Papa Bento XVI o nomeou núncio apostólico na África do Sul, Namíbia, além de delegado apostólico em Botsuana, com a dignidade de arcebispo titular de Altinum. Recebeu a ordenação episcopal em 6 de setembro seguinte na Basílica de São Pedro de Angelo Sodano, Cardeal Secretário de Estado, assistido pelo cardeal Ivan Dias, prefeito da Congregação para a Evangelização dos Povos e pelo cardeal Justin Francis Rigali, arcebispo da Filadélfia.
No mesmo dia da ordenação episcopal, foi nomeado também núncio apostólico no Lesoto. No dia 23 do mesmo mês, foi nomeado também como núncio apostólico na Suazilândia.
Tendo se estabelecido em Pretória, devido às numerosas sedes vacantes que necessitariam de sucessão em breve, esteve envolvido na nomeação de dezessete bispos da região da África Austral, deixando como legado um episcopado jovem e estável. Em novembro de 2008, a Santa Sé e o Botsuana decidiram, de comum acordo, estabelecer relações diplomáticas entre eles e Green, de delegado apostólico, tornou-se o primeiro núncio em 7 de fevereiro de 2009.
Em 15 de outubro de 2011, foi transferido para a nunciatura apostólica do Peru.
Em 6 de abril de 2017 foi nomeado pelo Papa Francisco como núncio apostólico na Suécia e na Islândia, em 13 de junho, núncio apostólico na Dinamarca, em 12 de outubro, núncio apostólico na Finlândia, e em 18 de outubro, núncio apostólico na Noruega.
Em 30 de abril de 2022, teve sua renúncia aceita das nunciaturas escandinavas.
Responsável pela Ordenação episcopal para a Catedral de Chiclayo  do até então Bispo Robert Francis Prevost, que mais tarde se tornou Papa Leão XIV